# Operación Triunfo 2018

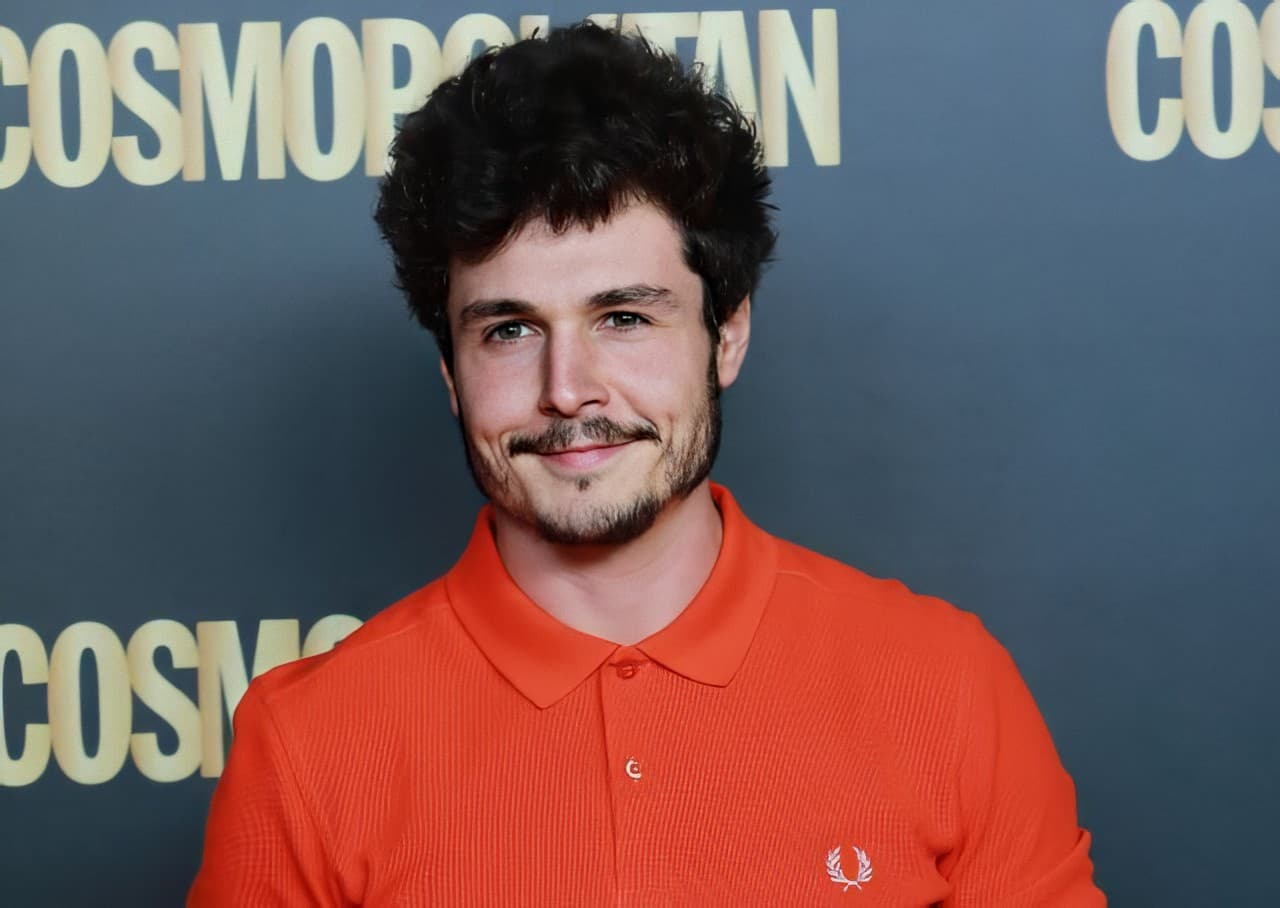
Miki Nuñez posando para Cosmopolitan. 2019.

Operación Triunfo 2018, también conocido por sus siglas OT 2018, fue la décima edición del programa de televisión musical Operación Triunfo de La 1 de Televisión Española. El programa, que cuenta con una duración de 91 días, fue estrenado el 19 de septiembre de 2018, siendo líder de audiencia, cosechando un 20,5% de cuota de pantalla en prime time.
Al igual que sucedió en 2017, el programa se utilizó como plataforma para seleccionar al representante español en el Festival de la Canción de Eurovisión 2019. Como principal novedad, 13 de los 16 participantes de la edición, tanto expulsados como finalistas, optaron a ser el elegido. El 16 de noviembre de 2018 se anunció que RTVE había recibido más de 1000 canciones candidatas, de las cuales, 10 participaron en una gala especial el 20 de enero de 2019.

## Desarrollo
El 7 de febrero de 2018, se anunció que RTVE renovaría Operación Triunfo en su Consejo de Administración de marzo para una nueva edición en otoño. Finalmente, fue el 28 de febrero cuando el Consejo de Administración de RTVE aprobaba por unanimidad la renovación del programa de Gestmusic por una décima edición, que llegaría en septiembre del mismo año.
Así pues, la décima edición del programa cuenta con un total de 14 galas, que en su conjunto suponen un coste de 11 millones de euros, en los que van incluidos los costes del canal 24 horas y los resúmenes diarios, entre otros gastos ajenos a las galas en directo. Asimismo, el concurso vuelve a servir como preselección de España para el Festival de la Canción de Eurovisión 2019, hecho que se confirmó el 14 de septiembre, durante la rueda de prensa en la que se presentó la edición, y que, además, contemplaban las bases del concurso.

### Instalaciones
Un año más, los estudios del Parque Audiovisual de Cataluña, ubicados en Tarrasa, acogen tanto el plató como la academia. Las instalaciones, que ocupan 2.200 metros cuadrados, cuentan con un edificio de tres plantas, utilizado como academia y un renovado plató de grandes dimensiones y de alta tecnología que dobla tanto el tamaño como la capacidad de su antecesor en 2017, contando con casi 1.000 espectadores de público.

### Castings
El 14 de mayo se anunciaron las ciudades que acogieron los castings.
La novedad de los castings de esta edición fueron los #OTCover, que consistió en que las mejores actuaciones subidas a las redes sociales bajo ese mismo hashtag ganaron un pase directo para evitar las colas de espera. En total, 16 769 personas se presentaron a las pruebas de selección.
| Fecha               | Lugar                                                       | Asistentes     | Pases a la segunda fase |
| 30 de mayo de 2018  | Explanada olímpica del Palau Sant Jordi (Barcelona)         | 2 504 personas | 107                     |
| 4 de junio de 2018  | Puerto de Alicante (Alicante)                               | 1 200 personas | 42                      |
| 7 de junio de 2018  | Puerto de Valencia (Valencia)                               | 2 075 personas | 65                      |
| 12 de junio de 2018 | Palacio de Congresos del Pueblo Español (Palma de Mallorca) | 525 personas   | 18                      |
| 18 de junio de 2018 | Palacio de Congresos y Auditorio Kursaal (San Sebastián)    | 950 personas   | 27                      |
| 21 de junio de 2018 | Museo del Mar de Galicia (Vigo)                             | 890 personas   | 31                      |
| 26 de junio de 2018 | Auditorio de Tenerife (Tenerife)                            | 600 personas   | 34                      |
| 2 de julio de 2018  | Palacio de Ferias y Congresos de Málaga (Málaga)            | 1 850 personas | 72                      |
| 5 de julio de 2018  | Fibes (Sevilla)                                             | 2 145 personas | 61                      |
| 10 de julio de 2018 | Universidad Politécnica de Madrid (Madrid)                  | 3 460 personas | 107                     |

La fase final del casting dio comienzo el 28 de agosto en el Parque Audiovisual de Cataluña (Tarrasa) y se prolongó durante tres días.

## Equipo

### Presentadores/as
Al igual que en la edición anterior, Roberto Leal es el encargado de presentar las galas. Además, Noemí Galera y Ricky Merino se ocupan de presentar "El chat".

### Profesores/as
El claustro de la academia está formado por:
- Noemí Galera, directora de la academia, presentadora de "El chat".
- Manu Guix, director musical.
- Vicky Gómez, coreógrafa.
- Mamen Márquez, directora vocal y profesora de Técnica vocal.
- Joan Carles Capdevila, coach vocal.
- Laura Andrés, coach vocal.
- Javier Calvo y Javier Ambrossi, profesores de interpretación (día 43 a 91).
- Itziar Castro, profesora de interpretación (día 1 a 42).
- Miqui Puig, profesor de Cultura musical.
- Andrea Vilallonga, profesora de Imagen y protocolo.
- Xuan Lan, profesora de Yoga.
- Magali Dalix y Gotzon Mantuliz, profesores de Forma física y vida sana.
- Rubén Salvador, profesor de Bailes de salón.
- Cristina Burgos, profesora de Hip/Hop.
- Sheila Ortega, profesora de Danzas urbanas.
- Chris Nash, profesor de Inglés.
- Ana Amengual, profesora de Dietética.

#### Profesores/as anteriores
El 31 de octubre de 2018, por primera vez en la historia del programa, Gestmusic, en consenso con el equipo encargado de RTVE, tomó la decisión unilateral de prescindir de Itziar Castro como profesora de interpretación, por "no conseguir los objetivos esperados en su área, donde el trabajo con los concursantes no ha dado el resultado esperado en las Galas". Así pues, la participación de Castro en la academia finalizó durante la sexta semana de concurso, abandonando su puesto tras la gala del miércoles.

### Jurado
- Manuel Martos, productor ejecutivo de Universal Music.
- Joe Pérez-Orive, director de marketing de Live Nation.
- Ana Torroja, cantante, exvocalista de Mecano (excepto galas 2 y 11).

Al mismo tiempo, en cada gala se cuenta con un/a cuarto/a miembro/a del jurado como invitado/a:
- Tony Aguilar (Gala 1)
- Julia Gómez Cora (Gala 2)
- Rosana (Gala 2): en sustitución de Ana Torroja
- Wally Lopez (Gala 3)
- David Otero (Gala 4)
- Javier Llano (Galas 5 y 11)
- Carlos Jean (Gala 6)
- Brisa Fenoy (Gala 7)
- Ruth Lorenzo (Gala 8)
- Pastora Soler (Gala 9)
- Paco Tomás (Gala 10)
- Ana Belén (Gala 11): en sustitución de Ana Torroja

## Emisión
- Galas:
  - Miércoles: en La 1 y TVE Internacional a las 22:35.
  - Domingo: repetición de la gala del miércoles a las 11:05 en La 1.
- Chats: 
  - Nada más finalizar las galas en directo (01:15) en La 1 y TVE Internacional.
- Otros contenidos:
  - Canal 24h OT de 8:30 a 23:00 en YouTube.
  - Resumen diario en Clan a las 00:00 y también en el canal de YouTube de RTVE.

## Concursantes
| N.º                                | Concursante       | Edad    | Residente                   | Clasificación   |
| 01                                 | Famous Oberogo    | 19 años | Bormujos                    | Ganador         |
| 02                                 | Alba Reche        | 20 años | Elche                       | 2.ª Clasificada |
| 03                                 | Natalia Lacunza   | 19 años | Pamplona                    | 3.ª Clasificada |
| 04                                 | Sabela Ramil      | 24 años | Puentes de García Rodríguez | 4.ª Clasificada |
| 05                                 | Julia Medina      | 23 años | San Fernando                | 5.ª Clasificada |
| 06                                 | Miki Núñez        | 22 años | Tarrasa                     | 11.º Expulsado  |
| 07                                 | Marta Sango       | 18 años | Torre del Mar               | 10.ª Expulsada  |
| 08                                 | María Escarmiento | 26 años | Madrid                      | 9.ª Expulsada   |
| 09                                 | Marilia Monzón    | 18 años | Gáldar                      | 8.ª Expulsada   |
| 10                                 | Carlos Right      | 25 años | Esplugas de Llobregat       | 7.º Expulsado   |
| 11                                 | Noelia Franco     | 22 años | Málaga                      | 6.ª Expulsada   |
| 12                                 | Damion Frost      | 21 años | Adeje                       | 5.º Expulsado   |
| 13                                 | Dave Zulueta      | 20 años | Sanlúcar de Barrameda       | 4.º Expulsado   |
| 14                                 | Joan Garrido      | 22 años | Buñola                      | 3.er Expulsado  |
| 15                                 | África Adalia     | 22 años | Madrid                      | 2.ª Expulsada   |
| 16                                 | Alfonso La Cruz   | 22 años | Madrid                      | 1.er Expulsado  |
| Aspirantes eliminados en la Gala 0 |                   |         |                             |                 |
| 17                                 | Rodrigo Blanco    | 25 años | San Juan del Puerto         | Eliminado       |
| 18                                 | Luis Mas          | 19 años | El Masnou                   | Eliminado       |

### Carreras en solitario
Tras finalizar el programa, varios concursantes empezaron a trabajar en sus carreras en solitario.
Miki fue elegido para representar a España en el Festival de la Canción de Eurovisión 2019 en una gala celebrada el 20 de enero de 2019. Con el 34% de los votos, consiguió el billete a Tel Aviv con la canción «La venda», cuya versión definitiva fue lanzada el 6 de marzo del mismo año. A finales de junio, Miki estrenó su primer sencillo: «Celébrate».
Por su parte, Carlos Right hizo una versión diferente de «Se te nota» y confirmó que ese sería su primer sencillo. Así, el 12 de abril de 2019 publicó en YouTube el videoclip. En mayo de ese mismo año salió a la venta su primer disco, «Atracción».
Además, la finalista Natalia Lacunza confirmó su primer sencillo «Nana triste», que formaría parte de su álbum debut «Otras alas», lanzado el 21 de junio de 2019.
Otros concursantes han empezado sus carreras en solitario presentando sus temas debut tras la salida del programa. Dave Zulueta estrenó «Qué suerte la mía» el 21 de junio. Julia Medina colaboró con la cantante Marta Soto en la reedición de su canción «Entre otros cien». Por su parte, Famous Oberogo, ganador de la edición, presentó «Time», su primera canción con la colaboración de Brian Cross.
Dos de los concursantes, Famous y Marta Sango, forman parte del elenco del musical La llamada, escrito y dirigido por Javier Calvo y Javier Ambrossi.
Los concursantes sacaron sus sencillos en solitario, Noelia Franco con "En Ruinas", Marilia con "Algarabía", África con "Por tu fuego", Alfonso La Cruz con "Nadie te va a querer", Alba Reche con "Medusa" y "Caronte" dando paso a su disco "Quimera", Damion con "Push it on me", Marta Sango con "Por ti", Natalia Lacunza y su segundo sencillo "Tarántula", Joan y "Ni me va", Sabela Ramil y su disco "Despedida", Maria Escarmiento lanzó "Amargo amor" y Famous saca su segundo sencillo "Bulla" al mercado.

## Estadísticas semanales
| 19 de septiembre – 19 de diciembre | 19 de septiembre – 19 de diciembre | 19 de septiembre – 19 de diciembre | 19 de septiembre – 19 de diciembre | 19 de septiembre – 19 de diciembre | 19 de septiembre – 19 de diciembre | 19 de septiembre – 19 de diciembre | 19 de septiembre – 19 de diciembre | 19 de septiembre – 19 de diciembre | 19 de septiembre – 19 de diciembre | 19 de septiembre – 19 de diciembre | 19 de septiembre – 19 de diciembre | 19 de septiembre – 19 de diciembre | 19 de septiembre – 19 de diciembre | 19 de septiembre – 19 de diciembre | 19 de septiembre – 19 de diciembre |
|                                    | Gala 0                             | Gala 1                             | Gala 2                             | Gala 3                             | Gala 4                             | Gala 5                             | Gala 6                             | Gala 7                             | Gala 8                             | Gala 9                             | Gala 10                            | Gala 11                            | Gala 12                            | Gala Final                         | Gala Final                         |
| ---------------------------------- | ---------------------------------- | ---------------------------------- | ---------------------------------- | ---------------------------------- | ---------------------------------- | ---------------------------------- | ---------------------------------- | ---------------------------------- | ---------------------------------- | ---------------------------------- | ---------------------------------- | ---------------------------------- | ---------------------------------- | ---------------------------------- | ---------------------------------- |
| Famous                             | Entra                              | Salvado                            | Salvado                            | Salvado                            | Salvado                            | Salvado                            | Salvado                            | Favorito                           | Nominado                           | Nominadoº                          | Salvado                            | Nota:8.75                          | Finalista                          | Finalista                          | Ganador                            |
| Alba                               | Entra                              | Salvada                            | Salvada                            | Salvada                            | Salvada                            | Salvada                            | Favorita                           | Salvada                            | Salvada                            | Salvada                            | Nominada                           | Nota:9.25                          | Finalista                          | Finalista                          | Segunda                            |
| Natalia                            | Entra                              | Salvada                            | Favorita                           | Salvada                            | Salvada                            | Salvada                            | Salvada                            | Salvada                            | Salvada                            | Salvada                            | Salvada                            | Nota: 10                           | Finalista                          | Finalista                          | Tercera                            |
| Sabela                             | Entra                              | Nominada                           | Salvada                            | Salvada                            | Nominada                           | Salvada                            | Salvada                            | Salvada                            | Favorita                           | Salvada                            | Nominada                           | Nota:8.25                          | Finalista                          | Cuarta                             |                                    |
| Julia                              | Entra                              | Salvada                            | Salvada                            | Favorita                           | Salvada                            | Salvada                            | Salvada                            | Nominada                           | Salvada                            | Nominada                           | Salvada                            | Nota:9.25                          | Finalista                          | Quinta                             |                                    |
| Miki                               | Entra                              | Salvado                            | Salvado                            | Nominado                           | Salvado                            | Favorito                           | Nominado                           | Nominado                           | Salvado                            | Favorito                           | Nominado                           | Nota:7.75                          | Expulsado                          |                                    |                                    |
| Marta                              | Entra                              | Salvada                            | Salvada                            | Salvada                            | Salvada                            | Nominada                           | Salvada                            | Salvada                            | Nominada                           | Nominada                           | Nominada                           | Expulsada                          |                                    |                                    |                                    |
| María                              | Entra                              | Salvada                            | Nominada                           | Salvada                            | Favorita                           | Salvada                            | Nominada                           | Salvada                            | Nominada                           | Nominada                           | Expulsada                          |                                    |                                    |                                    |                                    |
| Marilia                            | Entra                              | Salvada                            | Salvada                            | Salvada                            | Salvada                            | Nominada                           | Nominada                           | Nominada                           | Nominada                           | Expulsada                          |                                    |                                    |                                    |                                    |                                    |
| Carlos                             | Entra                              | Salvado                            | Salvado                            | Salvado                            | Nominado                           | Nominado                           | Salvado                            | Nominado                           | Expulsado                          |                                    |                                    |                                    |                                    |                                    |                                    |
| Noelia                             | Entra                              | Favorita                           | Salvada                            | Salvada                            | Nominada                           | Salvada                            | Nominada                           | Expulsada                          |                                    |                                    |                                    |                                    |                                    |                                    |                                    |
| Damion                             | Entra                              | Salvado                            | Salvado                            | Nominado                           | Salvado                            | Nominado                           | Expulsado                          |                                    |                                    |                                    |                                    |                                    |                                    |                                    |                                    |
| Dave                               | Entra                              | Salvado                            | Nominado                           | Nominado                           | Nominado                           | Expulsado                          |                                    |                                    |                                    |                                    |                                    |                                    |                                    |                                    |                                    |
| Joan                               | Entra                              | Nominado                           | Nominado                           | Nominado                           | Expulsado                          |                                    |                                    |                                    |                                    |                                    |                                    |                                    |                                    |                                    |                                    |
| África                             | Entra                              | Nominada                           | Nominada                           | Expulsada                          |                                    |                                    |                                    |                                    |                                    |                                    |                                    |                                    |                                    |                                    |                                    |
| Alfonso                            | Entra                              | Nominado                           | Expulsado                          |                                    |                                    |                                    |                                    |                                    |                                    |                                    |                                    |                                    |                                    |                                    |                                    |
| Rodrigo                            | Eliminado                          |                                    |                                    |                                    |                                    |                                    |                                    |                                    |                                    |                                    |                                    |                                    |                                    |                                    |                                    |
| Luis                               | Eliminado                          |                                    |                                    |                                    |                                    |                                    |                                    |                                    |                                    |                                    |                                    |                                    |                                    |                                    |                                    |

     El/la concursante entra en la Academia por decisión del jurado
     El/la concursante entra en la Academia por decisión de los/las profesores/as
     El/la concursante entra en la Academia vía televoto
     Aspirante eliminado/a de la Gala 0 vía televoto
     El/la concursante no estaba en la Academia
     Eliminado/a de la semana vía televoto
     Propuesto/a por el jurado para abandonar la academia, pero salvado/a por los/las profesores/as
     Propuesto/a por el jurado para abandonar la academia, pero salvado/a por los/las compañeros/as
     Favorito/a de la semana vía aplicación móvil
     Candidato/a a favorito/a de la semana vía aplicación móvil
     Nominado/a de la semana
     Concursante candidato a finalista
     Finalista elegido en la gala 11 por la nota media o los/las profesores/as
     Finalista elegido en la gala 12 por el jurado
     Finalista elegido en la gala 12 por el público
     Finalista que consigue llegar al top 3 por el público
     3.er/.ª finalista
     2.º/.ª finalista
     Ganador/a
º: Candidato/a a favorito y nominado en la misma semana

#### Votaciones de los compañeros
|         | Gala 1   | Gala 2    | Gala 3    | Gala 4    | Gala 5    | Gala 6    | Gala 7    | Gala 8    | Gala 9    | Gala 10   | Votos totales |
| ------- | -------- | --------- | --------- | --------- | --------- | --------- | --------- | --------- | --------- | --------- | ------------- |
| Famous  | Joan     | Dave      | Damion    | Dave      | Marta     | Noelia    | Miki      | Marta     | María     | Marta     | 0*            |
| Alba    | Joan     | Joan      | Joan      | Dave      | Carlos    | María     | Carlos    | María     | María     | Miki      | 0*            |
| Natalia | Joan     | Joan      | Damion    | Sabela    | Carlos    | María     | Miki      | María     | Julia     | Miki      | 0*            |
| Sabela  | Nominada | Joan      | Joan      | Nominada  | Damion    | Marilia   | Miki      | María     | Julia     | Nominada  | 9             |
| Julia   | Joan     | Dave      | Dave      | Dave      | Carlos    | Noelia    | Marilia   | Marilia   | Nominada  | Sabela    | 3             |
| Miki    | Joan     | Joan      | Joan      | Dave      | Carlos    | María     | Nominado  | María     | Julia     | Nominado  | 5             |
| Marta   | Alfonso  | Dave      | Dave      | Sabela    | Nominada  | Noelia    | Marilia   | Nominada  | Nominada  | Nominada  | 5             |
| María   | Sabela   | África    | Dave      | Sabela    | Carlos    | Nominada  | Marilia   | Nominada  | Nominada  | Expulsada | 9             |
| Marilia | Sabela   | Joan      | Joan      | Sabela    | Marta     | Nominada  | Nominada  | Nominada  | Expulsada |           | 6             |
| Carlos  | Sabela   | Dave      | Dave      | Nominado  | Nominado  | Marilia   | Nominado  | Expulsado |           |           | 7             |
| Noelia  | Alfonso  | Dave      | Dave      | Carlos    | Marta     | Nominada  | Expulsada |           |           |           | 3             |
| Damion  | Alfonso  | África    | Nominado  | Sabela    | Nominado  | Expulsado |           |           |           |           | 3             |
| Dave    | Joan     | Nominado  | Nominado  | Nominado  | Expulsado |           |           |           |           |           | 14            |
| Joan    | Nominado | Nominado  | Nominado  | Expulsado |           |           |           |           |           |           | 15            |
| África  | Alfonso  | Nominada  | Expulsada |           |           |           |           |           |           |           | 2             |
| Alfonso | Nominado | Expulsado |           |           |           |           |           |           |           |           | 4             |

* El concursante tiene 0 votos porque nunca estuvo expuesto a la votación de los compañeros.
- Concursante favorito y que, en caso de empate, su voto desempata.
- Concursante nominado y salvado por los profesores.
- Concursante nominado y salvado por los votos de los compañeros.
- Concursante nominado
- Concursante expulsado.

### Expulsiones
El público vota para salvar a su concursante favorito/a, por lo tanto el/la expulsado/a es el/la concursante con menor porcentaje:
- Gala 0: Carlos (42%) / Rodrigo (37%) / Luis (21%)
- Gala 2: Sabela (78,8%) / Alfonso (21,2%)
- Gala 3: Dave (80%) / África (20%)
- Gala 4: Damion (65%) / Joan (35%)
- Gala 5: Carlos (62%) / Dave (38%)
- Gala 6: Marta (59%) / Damion (41%)
- Gala 7: Marilia (50,2%) / Noelia (49,8%)
- Gala 8: Marilia (57%) / Carlos (43%)
- Gala 9: Marta (53%) / Marilia (47%)
- Gala 10: Marta (57%) / María (43%)
- Gala 11: Sabela (64%) / Marta (36%)
- Gala 12: Sabela (43%) / Julia (37%) / Miki (20%)
- Gala Final (1.ª ronda): Alba Reche (28%), Famous (27%) y Natalia (23%) / Sabela (12%) y Julia (10%)
- Gala Final (2.ª ronda): Famous (36%) / Alba Reche (35%) y Natalia (29%)

## Galas
Operación Triunfo 2018 cuenta con 14 galas normales y, al menos, 2 galas especiales (la de Navidad y aquella en la que se elegirá al representante de España en Eurovisión 2019). A lo largo de cada gala se anuncia quién es el/la concursante expulsado/a. Posteriormente se señala a los/las tres concursantes con mayor número de votos durante esa semana y el/la ganador/a es proclamado/a favorito/a, por lo que cruza la pasarela en primer lugar y no puede ser nominado/a. Al final de la noche dos nuevos/as concursantes son nominados/as.

### Artistas invitados
- Gala 0: Concursantes de Operación Triunfo 2017
- Gala 1: Aitana y Malú
- Gala 2: Lola Índigo y Tequila
- Gala 3: Blas Cantó
- Gala 4: Álvaro Soler y Mon Laferte
- Gala 5: Miriam Rodríguez, Pablo López y Vance Joy
- Gala 6: Tom Walker
- Gala 7: Eros Ramazzotti y CNCO
- Gala 8: David Bisbal, Greeicy, Carlos Baute, Marta Sánchez y James Arthur
- Gala 9: Manuel Carrasco, Vanesa Martín y C. Tangana
- Gala 10: Cepeda y Ana Belén
- Gala 11: Alfred García y Rosana
- Gala 12: Ana Guerra, Laura Pausini y Biagio Antonacci
- Gala Final: Amaia, Pablo Alborán, David Otero y Rozalén
- Gala Navidad: Amaia, Aitana, Alfred García, Ana Guerra, Gisela, Los Lunnis y Luz Casal
- Gala Eurovisión: Eleni Foureira y Alfred García

### Canciones cantadas
Las canciones cantadas en el concurso son versiones de los participantes de canciones originales de otros artistas.
| Español | 68 |
| Inglés  | 68 |
| Gallego | 3  |
| Catalán | 1  |
| Francés | 1  |

(*) No se toman en cuenta canciones cantadas dos veces. Si la canción original es en inglés, pero se cantó una versión en español, se toma como canción en español. En el caso de ser una canción en dos o más idiomas, se cuentan los dos o más idiomas.
| Artista/película/musical original | N.º de canciones cantadas* |
| --------------------------------- | -------------------------- |
| Eydie Gormé                       | 1                          |
| Los Panchos                       | 1                          |
| Justin Bieber                     | 1                          |
| Rozalén                           | 2                          |
| Stevie Wonder                     | 1                          |
| Ariana Grande                     | 4                          |
| Gnarls Barkley                    | 1                          |
| Antonio Vega                      | 1                          |
| Solomon Burke                     | 1                          |
| Sebastián Yatra                   | 1                          |
| Ricky Martin                      | 1                          |
| Bishop Briggs                     | 1                          |
| Jorge Drexler                     | 1                          |
| Juan Luis Guerra                  | 1                          |
| Antílopez                         | 1                          |
| Efecto Pasillo                    | 1                          |
| Jamelia                           | 1                          |
| Al Green                          | 1                          |
| Rodrigo Amarante                  | 1                          |
| El Gran Showman                   | 2                          |
| Hombres G                         | 1                          |
| Ed Sheeran                        | 2                          |
| Beyoncé                           | 3                          |
| Luis Fonsi                        | 2                          |
| Demi Lovato                       | 3                          |
| Andrés Calamaro                   | 1 (versión)                |
| Aretha Franklin                   | 1                          |
| Bebe                              | 1                          |
| Malú                              | 1                          |
| Pablo Alborán                     | 1                          |
| Portugal. The Man                 | 1                          |
| Los Sencillos                     | 1                          |
| John Legend                       | 1                          |
| Rosa Cedrón                       | 2                          |
| Kiko Veneno                       | 1                          |
| Marshmello                        | 1                          |
| Anne-Marie                        | 1                          |
| Natalia Lafourcade                | 3                          |
| La La Land                        | 1                          |
| Melendi                           | 1                          |
| Alejandro Sanz                    | 2                          |
| Arkano                            | 1                          |
| Imelda May                        | 1                          |
| Gianluca Grignani                 | 1                          |
| Coldplay                          | 2                          |
| Miguel Ríos                       | 1                          |
| Pink                              | 1                          |
| Nate Ruess                        | 1                          |
| El Canto del Loco                 | 1                          |
| The Doobie Brothers               | 1                          |
| Beret                             | 1                          |
| The Cure                          | 1                          |
| Rosario                           | 1                          |
| Lady Gaga                         | 4                          |
| Gloria Gaynor                     | 1                          |
| Allen Stone                       | 1                          |
| Estopa                            | 1                          |
| Ella Baila Sola                   | 1                          |
| Hozier                            | 1                          |
| Mecano                            | 1                          |
| Pereza                            | 1                          |
| Pastora Soler                     | 1                          |
| Britney Spears                    | 1                          |
| Nancys Rubias                     | 1                          |
| Jason Derulo                      | 2                          |
| French Montana                    | 1                          |
| Vicente Feliú                     | 1                          |
| Silvio Rodríguez                  | 1                          |
| Jonas Blue                        | 1                          |
| Dakota                            | 1                          |
| Pablo López                       | 1                          |
| Elle King                         | 1                          |
| Joaquín Sabina                    | 1                          |
| Macaco                            | 1                          |
| Rosalía                           | 1                          |
| Clean Bandit                      | 1                          |
| Jess Glynne                       | 1                          |
| Camilo Sesto                      | 1                          |
| Drake                             | 1                          |
| Michael Jackson                   | 1                          |
| Sofía Reyes                       | 1                          |
| De La Ghetto                      | 1                          |
| Adele                             | 1                          |
| Jason Mraz                        | 1                          |
| Ximena Sariñana                   | 1                          |
| Chavela Vargas                    | 1 (versión)                |
| Mónica Naranjo                    | 1                          |
| Bradley Cooper                    | 1                          |
| A star is born                    | 1                          |
| Queen                             | 1                          |
| Pasión Vega                       | 1                          |
| Christina y Los Subterráneos      | 1                          |
| Cesár Sampson                     | 1                          |
| Rosana                            | 1                          |
| Carlos Rivera                     | 2                          |
| David Guetta                      | 1                          |
| Sia                               | 1                          |
| Ana Belén                         | 1                          |
| Víctor Manuel                     | 1                          |
| Radio Futura                      | 1                          |
| Michael Bublé                     | 1                          |
| Earth, Wind & Fire                | 1                          |
| Enrique Bunbury                   | 1                          |
| The Beatles                       | 1                          |
| Across the universe               | 1                          |
| India Martínez                    | 1                          |
| The Vamps                         | 1                          |
| Zaz                               | 1                          |
| Spice Girls                       | 1                          |
| Rihanna                           | 1                          |
| Foreigner                         | 1                          |
| Zara Larsson                      | 1                          |
| Txarango                          | 1                          |
| La Quinta Estación                | 1                          |
| Bad Bunny                         | 1                          |
| Love of Lesbian                   | 1                          |
| Lucho Gatica                      | 1                          |
| Emeli Sandé                       | 1                          |
| Academia Operación Triunfo 2018   | 2                          |
| Patti Smith                       | 1                          |
| Madonna                           | 1                          |
| Amaral                            | 1                          |
| LP                                | 1                          |
| Los Piratas                       | 1                          |
| Mark Ronson                       | 1                          |
| Bruno Mars                        | 1                          |
| Alaska y Dinarama                 | 1                          |
| George Michael                    | 1                          |
| Buena Vista Social Club           | 1                          |
| Iggy Azalea                       | 1                          |
| Nil Moliner                       | 1                          |
| Jay-Z                             | 1                          |
| The Killers                       | 1                          |
| Waitress                          | 1                          |
| Sara Bareilles                    | 1                          |
| Fun                               | 1                          |
| Cristina Pato                     | 1                          |
| Marta Soto                        | 1                          |
| Yuri                              | 1                          |
| The White Stripes                 | 1                          |
| Stefflon Don                      | 1                          |
| Radiohead                         | 1                          |
| Dreamgirls                        | 1                          |
| Manuel Carrasco                   | 1                          |
| Marful                            | 1                          |
| Netta                             | 1                          |

(*) No se toman en cuenta canciones cantadas dos veces. Si la canción original es en inglés, pero se cantó una versión en español u otra versión, se toma como propia del cantante original. En caso de ser colaboraciones entre dos o más artistas, se le cuenta a cada artista una canción. No se cuentan las canciones originales de la Gala de Eurovisión.

## Discografía

### Firmas de discos
Los/las concursantes recorrieron parte de la geografía española firmando los distintos álbumes recopilatorios de la edición. Las fechas fueron las siguientes:
| Fecha                   | Ciudad               | Cantantes                                                                         | Público        |
| 2 de noviembre de 2018  | Málaga               | África, Alfonso y Damion                                                          | 3.000 personas |
| 2 de noviembre de 2018  | Murcia               | Dave y Joan Garrido                                                               |                |
| 3 de noviembre de 2018  | Madrid               | Alba Reche, Famous, María y Noelia                                                | 4.000 personas |
| 3 de noviembre de 2018  | Zaragoza             | Julia, Natalia y Sabela                                                           | 3.500 personas |
| 3 de noviembre de 2018  | Barcelona            | Carlos Right, Marilia, Marta y Miki                                               | 5.000 personas |
| 10 de noviembre de 2018 | Valencia             | Joan Garrido, Noelia y Damion                                                     |                |
| 16 de noviembre de 2018 | Vigo                 | Noelia, Joan, Alfonso y África                                                    |                |
| 16 de noviembre de 2018 | Salamanca            | Dave, Carlos y Damion                                                             |                |
| 17 de noviembre de 2018 | Valladolid           | Dave, Carlos y Damion                                                             |                |
| 17 de noviembre de 2018 | La Coruña            | Noelia, Joan, Alfonso y África                                                    |                |
| 23 de noviembre de 2018 | Cáceres              | Noelia, Dave, Damion y África                                                     | 550 personas   |
| 23 de noviembre de 2018 | Córdoba              | Joan, Alfonso, Carlos y Marilia                                                   | 720 personas   |
| 24 de noviembre de 2018 | Badajoz              | Noelia, Dave, Damion y África                                                     | 500 personas   |
| 24 de noviembre de 2018 | Granada              | Joan, Alfonso, Carlos y Marilia                                                   | 600 personas   |
| 30 de noviembre de 2018 | Almería              | Alfonso, Dave, Damion y Noelia                                                    |                |
| 30 de noviembre de 2018 | León                 | Carlos, Joan, Marilia, África y María                                             |                |
| 1 de diciembre de 2018  | Albacete             | Alfonso, Dave, Damion y Noelia                                                    |                |
| 1 de diciembre de 2018  | Oviedo               | Carlos, Joan, Marilia, África y María                                             |                |
| 14 de diciembre de 2018 | Santander            | María, Marta, África y Dave                                                       |                |
| 15 de diciembre de 2018 | Logroño              | María, Marta, África y Dave                                                       |                |
| 15 de diciembre de 2018 | Castellón            | Joan, Carlos y Miki                                                               |                |
| 15 de diciembre de 2018 | Talavera de la Reina | Alfonso, Noelia, Damion y Marilia                                                 |                |
| 12 de enero de 2019     | Zaragoza             | Marilia, Dave, Noelia, Carlos, Alfonso, Joan, María, Damion, Marta, África y Miki |                |

## Gira de conciertos
Debido a falta de público, los conciertos de Pineda de Mar y Almería fueron cancelados. Además, algunas de las otras ciudades tuvieron que reubicar los conciertos a recintos más pequeños de los planteados inicialmente a causa de las pocas entradas vendidas. Aparte de estos conciertos, los concursantes interpretaron su canción grupal "Somos" en los conciertos de despedida de la gira OT 2017 en el Palau Sant Jordi de Barcelona, los días 27 y 28 de diciembre de 2018.
| Fecha                | Ciudad        | Recinto                               | Capacidad           | Notas |
| -------------------- | ------------- | ------------------------------------- | ------------------- | --- |
| 8 de febrero de 2019 | Madrid        | WiZink Center                         | 15 500 espectadores | |
| 3 de mayo de 2019    | Pamplona      | Navarra Arena                         | 11 800 espectadores | |
| 24 de mayo de 2019   | La Coruña     | Coliseum da Coruña                    | 11 000 espectadores | |
| 31 de mayo de 2019   | Barcelona     | Palau Sant Jordi                      | 18 000 espectadores | |
| 1 de junio de 2019   | Baracaldo     | Bizkaia Arena                         | 6 000 espectadores  | |
| 8 de junio de 2019   | Sevilla       | Estadio Benito Villamarín             | 6 000 espectadores  | |
| 15 de junio de 2019  | Granada       | Palacio de Deportes de Granada        | 9 500 espectadores  | Inicialmente se iba a celebrar en la plaza de toros de Granada con capacidad para 12 000 espectadores pero se tuvo que reubicar por la baja venta de entradas. |
| 22 de junio de 2019  | Palencia      | Pabellón Municipal de Deportes        | 2 500 espectadores  | Inicialmente se iba a celebrar en el Estadio Nueva Balastera con capacidad para 8 070 espectadores pero se tuvo que reubicar por la baja venta de entradas.    |
| 27 de junio de 2019  | Inca          | Poliesportiu Mateu Cañellas           | 11 000 espectadores | |
| 29 de junio de 2019  | Valencia      | La Marina de Valencia                 | 18 000 espectadores | |
| 6 de julio de 2019   | Málaga        | Auditorio Municipal Cortijo de Torres | 11 935 espectadores | |
| 21 de julio de 2019  | Gijón         | Recinto Gijón Life                    | 15 000 espectadores | |
| 10 de agosto de 2019 | Cádiz         | Muelle Ciudad del Puerto              |                     | |
| 15 de agosto de 2019 | Pineda de Mar | Espai Sant Jordi                      | 1 600 espectadores  | Cancelado por la baja venta de entradas. |
| 21 de agosto de 2019 | Almería       | Recinto Ferial                        |                     | Cancelado por la baja venta de entradas |

## Audiencias

### Galas
| Fecha                    | Día       | Programa   | Estructura del programa                                                       | Espectadores | Cuota de audiencia |
| ------------------------ | --------- | ---------- | ----------------------------------------------------------------------------- | ------------ | ------------------ |
| 19 de septiembre de 2018 | Miércoles | Gala 0     | Presentación / Entrada de los 16 concursantes / Eliminación de Luis y Rodrigo | 2 321 000    | 20,5%              |
| 26 de septiembre de 2018 | Miércoles | Gala 1     | Nominación de Alfonso y Sabela                                                | 2 102 000    | 16,6%              |
| 3 de octubre de 2018     | Miércoles | Gala 2     | Expulsión de Alfonso / Nominación de África y Dave                            | 1 875 000    | 15,8%              |
| 10 de octubre de 2018    | Miércoles | Gala 3     | Expulsión de África / Nominación de Damion y Joan                             | 2 028 000    | 17,0%              |
| 17 de octubre de 2018    | Miércoles | Gala 4     | Expulsión de Joan Garrido / Nominación de Carlos y Dave                       | 1 963 000    | 16,9%              |
| 24 de octubre de 2018    | Miércoles | Gala 5     | Expulsión de Dave / Nominación de Damion y Marta                              | 1 902 000    | 15,9%              |
| 31 de octubre de 2018    | Miércoles | Gala 6     | Expulsión de Damion / Nominación de Marilia y Noelia                          | 1 742 000    | 14,1%              |
| 7 de noviembre de 2018   | Miércoles | Gala 7     | Expulsión de Noelia / Nominación de Carlos y Marilia                          | 1 841 000    | 15,3%              |
| 14 de noviembre de 2018  | Miércoles | Gala 8     | Expulsión de Carlos Right / Nominación de Marilia y Marta                     | 1 886 000    | 15,3%              |
| 21 de noviembre de 2018  | Miércoles | Gala 9     | Expulsión de Marilia / Nominación de María y Marta                            | 1 930 000    | 16,2%              |
| 28 de noviembre de 2018  | Miércoles | Gala 10    | Expulsión de María / Nominación de Marta y Sabela                             | 1 906 000    | 16,0%              |
| 5 de diciembre de 2018   | Miércoles | Gala 11    | Expulsión de Marta / Elección de Natalia y Famous como finalistas             | 1 888 000    | 15,3%              |
| 12 de diciembre de 2018  | Miércoles | Gala 12    | Expulsión de Miki / Elección de Alba, Sabela y Julia como finalistas          | 1 778 000    | 15,4%              |
| 19 de diciembre de 2018  | Miércoles | Gala Final | Victoria de Famous / 2.ª Alba Reche / 3.ª Natalia / 4.ª Sabela / 5.ª Julia    | 2 231 000    | 19,4%              |
| MEDIA                    |           |            |                                                                               | 1 956 642    | 16,4%              |

### Programas especiales
| Fecha                   | Día       | Programa        | Estructura del programa                                                | Espectadores | Cuota de audiencia |
| ----------------------- | --------- | --------------- | ---------------------------------------------------------------------- | ------------ | ------------------ |
| 26 de diciembre de 2018 | Miércoles | Gala Navidad    | Encuentro con finalistas de Operación Triunfo 2017                     | 1 793 000    | 12,7%              |
| 20 de enero de 2019     | Domingo   | Gala Eurovisión | Elección del representante de España en el Festival de Eurovisión 2019 | 1 892 000    | 11,6%              |

     Líder de la noche.
     Récord de audiencia.